# Les Peureux Chevaliers de la Table ronde
Pour plus de détails, voir Fiche technique et Distribution.
Les Peureux Chevaliers de la Table ronde (Knighty Knight Bugs en anglais) est un cartoon américain Looney Tunes de 1958 réalisé par Friz Freleng mettant en scène Bugs Bunny et Sam le pirate récompensé d'un Oscar du meilleur court métrage d'animation. Il s'agit d'une parodie de l'ordre du Roi Arthur Les Chevaliers de la Table ronde, tout comme le titre français.

## Synopsis

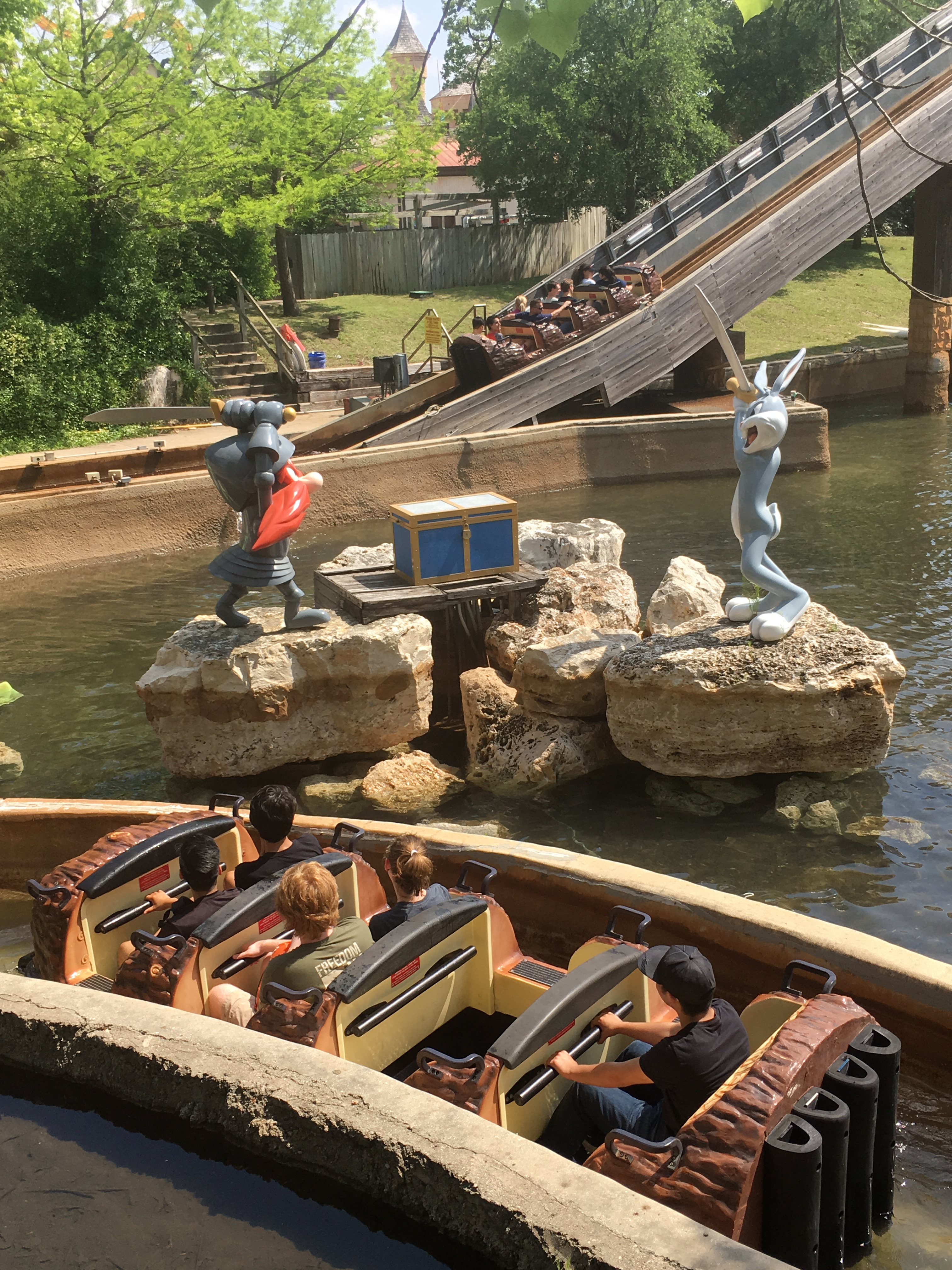
Scène de Sam en chevalier noir qui combat Bugs Bunny, sur l'attraction des bûches (Bugs' White Water Rapids) du parc Six Flags Fiesta Texas.

Le Roi Arthur et ses sujets ont un problème : le chevalier noir (Sam) leur a volé leur « épée-qui-chante ». Bugs le bouffon est envoyé afin de la récupérer. Pendant que Bugs récupère l'épée, Sam est réveillé par Gerry, son dragon, qui n'arrête pas d'éternuer ; Bugs réussit cependant à s'échapper en volant l'épée tandis que Sam se fait rôtir par Gerry. Bugs se réfugie dans le château et écrase Sam en baissant le pont-levis. Ce dernier s'écrase à nouveau sur le mur du château en voulant se catapulter. Sam tente d'accéder à nouveau au château mais il se fait assommer par le lapin. Après une brève course-poursuite, Sam et Gerry font exploser le château en se réfugiant dans la poudrière et Bugs en sort vainqueur.

## Fiche technique
- Réalisation : Friz Freleng